# Careproctus telescopus
Careproctus telescopus es un pez de la familia Liparidae. Fue descubierta por Chernova en 2005.
Esta especie marina vive entre los 260 y 307 metros de profundidad. Habita en el mar de Barents. Las hembras pueden tener una longitud máxima de 14 centímetros y poseen entre 59 y 61 vértebras.
Careproctus telescopus es un pez demersal, inofensivo para el ser humano.

### Lectura recomendada
- Chernova, N. V., 2005. New species of Careproctus Liparidae from the Barents Sea and adjacent waters. Voprosy Ikhtiol. v. 45 (núm. 6): 725-736.